# Elaeocyma amplinucis
Elaeocyma amplinucis é uma espécie de gastrópode do gênero Elaeocyma, pertencente à família Drilliidae.